# 짱배

## 학력
- 청주외국어고등학교 영어과 졸업